# NAMM
El NAMM Show és una reunió anual de fabricants de productes musicals, fundada l'any 1901. Se celebra cada any, al gener, a Anaheim, Califòrnia, EE. UU. a l' Anaheim Convention Center. El seu únic competidor important és la Musik Messe a Frankfurt. A l'edició de 2022 es va celebrar al juny.

## Resum
És un xou de comerç dirigit a distribuïdors nacionals i internacionals; i les exposicions de productes són una part integral del programa, permetent als venedors i distribuïdors veure què hi ha de nou, negociar acords i planificar les compres en els propers 6 a 12 mesos. Només els empleats dels fabricants, expositors i/o minoristes, i distribuïdors membres de NAMM estan autoritzats a assistir-hi, juntament amb els membres acreditats de la premsa.[1] Els expositors estan destinats a un nombre determinat d'estands als metres quadrats del seu estand principal, després d'abonar un càrrec. Als distribuïdors se'ls permet un cert nombre d'estands de categories diferents.
La sigla NAMM corresponia inicialment a la National Association of Music Merchants, una entitat nacional que representa els interessos dels productes detallistes de música, ha esdevingut una associació internacional que inclou comercials, membres de revenedors, afiliats i fabricants.

## SUMMER NAMM
Un altre programa de l'associació, El SUMMER NAMM, es porta a terme al juliol a Nashville, Tennessee al Nashville Convention Center. És d'aproximadament una fira de la mida del NAMM Show de gener, centrant-se més en reunions de la indústria i cursos de desenvolupament professional que productes. Informes recents indiquen que l'exposició Summer NAMM ha patit un declivi en la seva assistència, ja que ha estat un cicle entre Nashville, TN, Austin, Texas i Indianapolis, Indiana durant els anys successius.

## NAMM (Associació)
Fabricants de Pianos d'Amèrica, van formar l'Associació Nacional de Distribuïdors de Pianos d'Amèrica. El grup va celebrar la seva primera reunió anual el 1904. El 1919, el grup va canviar el seu nom a Associació Nacional de Comerciants de Música, o NAMM.
NAMM ha passat de ser una associació detallista nacional a una associació internacional els membres de la qual ara inclouen empreses comercials, distribuïdors, afiliats i fabricants.
El NAMM Show no va tenir lloc el 1932, 1934, 1942 o 1945. A causa de la pandèmia de COVID-19, el NAMM Show 2022 es va dur a terme a Anaheim del 3 al 5 de juny del 2022, sense cap NAMM d'estiu per separat.